# Lê Bình (họa sĩ)
Lê Bình (1974 – ) là họa sĩ kiêm đạo diễn lĩnh vực phim hoạt hình người Việt Nam. Cá nhân ông từng giành 2 Giải Bông sen và 2 Giải Cánh diều trong hạng mục Họa sĩ phim hoạt hình xuất sắc. Và 1 giải đạo diễn phim hoạt hình xuất sắc tại Giải Cánh diều 2009. Ông được phong tặng danh hiệu Nghệ sĩ ưu tú năm 2015.

## Tiểu sử
Lê Bình sinh năm 1974. Ông từng tốt nghiệp trường Đại học Mỹ thuật Công nghiệp Hà Nội. Ông làm việc tại Hãng phim Hoạt hình Việt Nam từ năm 1998, ngoài ra ông còn là đạo diễn hoạt hình tại kênh Truyền hình giáo dục – VTV7.

## Tác phẩm
| Năm  | Phim                             | Hình thức         | Đạo diễn       | Họa sĩ chính | Chú thích |
| ---- | -------------------------------- | ----------------- | -------------- | ------------ | --------- |
| 2009 | Thung lũng cỏ vàng               | 2D                | Có             | Có           |           |
| 2010 | Gã mèo mướp                      | 3D                | Không          | Có           |           |
| 2013 | Trần Quốc Toản                   | 2D                | Không          | Có           |           |
| 2014 | Khoảng trời                      | Hoạt họa          | Có             | Có           |           |
| 2014 | Ngày đăng quang                  | Hoạt họa          | Không          | Có           |           |
| 2014 | Đeo lục lạc cho Mèo              | Hoạt họa          | Có             | Có           |           |
| 2015 | Hiệp sĩ áo xanh                  |                   | Có             | Không        |           |
| 2015 | Cánh diều cho con                | 3D                | Có             | Có           |           |
| 2015 | Bông hoa mặt trời                | Cắt giấy, vi tính | Không          | Có           |           |
| 2017 | Chuyện dưa hấu                   |                   | Có             |              |           |
| 2018 | Ủn ỉn band                       | MV                | Không          | Có           | [ 4 ]     |
| 2018 | Chiếc xe đạp bay                 | Cắt giấy, vi tính | cùng Hồng Linh | Không        |           |
| 2018 | Tắc kè phá án                    | Cắt giấy, vi tính | Không          | Có           |           |
| 2019 | Sơn Tinh - Thủy tinh             |                   | Có             | Không        |           |
| 2021 | Bí mật khu vườn                  | 2D                | Có             | Có           |           |
| 2021 | Khúc hát đôi bàn tay             | MV                | Không          | Có           | [ 5 ]     |
| 2022 | Sự tích cây Nêu ngày tết         | 2D                | Có             | Có           |           |
| 2022 | Tái sinh                         |                   | Có             | Có           |           |
| 2022 | Đại bàng tái sinh                | 2D                | Có             | Có           |           |
| 2023 | Đinh Tiên Hoàng Đế               | Cắt giấy, vi tính | Có             | Có           |           |
| 2024 | Hãy nói ra - Thỏ Bonni           | 2D                | Có             | Không        |           |
| 2024 | Kho báu dưới gốc cây - Thỏ Bonni | 2D                | Có             | Không        |           |

- Cố vấn nghệ thuật: Chát & Bốp[6]

## Giải thưởng
| Năm            | Sự kiện                            | Hạng mục                        | Tác phẩm                              | Kết quả       | Nguồn         |
| Giải Bông sen  | Giải Bông sen                      | Giải Bông sen                   | Giải Bông sen                         | Giải Bông sen | Giải Bông sen |
| -------------- | ---------------------------------- | ------------------------------- | ------------------------------------- | ------------- | ------------- |
| 2013           | Liên hoan phim Việt Nam lần thứ 18 | Họa sĩ (tạo hình) xuất sắc nhất | Trần Quốc Toản                        | Đoạt giải     | [ 7 ]         |
| 2021           | Liên hoan phim Việt Nam lần thứ 22 | Họa sĩ (tạo hình) xuất sắc nhất | Bí mật khu vườn                       | Đoạt giải     | [ 8 ]         |
| Giải Cánh diều |                                    |                                 |                                       |               |               |
| 2010           | Giải Cánh diều 2009                | Đạo diễn xuất sắc               | Thung lũng cỏ vàng                    | Đoạt giải     | [ 9 ]         |
| 2022           | Giải Cánh diều 2021                | Thiết kế mỹ thuật xuất sắc      | Bí mật của khu vườn                   | Đoạt giải     | [ 10 ]        |
| 2022           | Giải Cánh diều 2023                | Thiết kế mỹ thuật xuất sắc      | - Tái sinh - Sự tích cây Nêu ngày tết | Đoạt giải     | [ 11 ]        |

### Tác phẩm đạt giải
| Năm  | Sự kiện                                                           | Tác phẩm             | Vai trò                 | Kết quả                | Nguồn  |
| ---- | ----------------------------------------------------------------- | -------------------- | ----------------------- | ---------------------- | ------ |
| 2009 | Giải Cánh diều 2008                                               | Thỏ và rùa           | Họa sĩ                  | Cánh diều Bạc          |        |
| 2009 | Liên hoan phim Việt Nam lần thứ 16                                | Thỏ và rùa           | Họa sĩ                  | Bông sen Vàng          | [ 12 ] |
| 2010 | Giải Cánh diều 2009                                               | Thung lũng cỏ vàng   | Đạo diễn - Họa sĩ chính | Cánh diều Vàng         | [ 13 ] |
| 2010 | Liên hoan Điện ảnh Thể thao quốc tế                               | Thung lũng cỏ vàng   | Đạo diễn - Họa sĩ chính | Giải khuyến khích      | [ 14 ] |
| 2012 | Liên hoan phim điện ảnh, truyền hình, thể thao và du lịch quốc tế | Trần Quốc Toản       | Họa sĩ                  | Giải của Ban giám khảo |        |
| 2013 | Liên hoan phim Việt Nam lần thứ 18                                | Trần Quốc Toản       | Họa sĩ                  | Bông sen Bạc           |        |
| 2013 | Liên hoan phim Việt Nam lần thứ 18                                | Khoảng trời          | Đạo diễn - Họa sĩ chính | Bông sen Bạc           | [ 15 ] |
| 2014 | Liên hoan phim Môi trường toàn quốc lần thứ V                     | Khoảng trời          | Đạo diễn - Họa sĩ chính | Giải A                 | [ 15 ] |
| 2018 | Giải Cánh diều 2017                                               | Chuyện dưa hấu       | Đạo diễn                | Cánh diều Bạc          | [ 16 ] |
| 2020 | Giải Cánh diều 2019                                               | Sơn Tinh - Thủy Tinh | Đạo diễn                | Cánh diều Bạc          | [ 17 ] |
| 2021 | Liên hoan phim Việt Nam lần thứ 22                                | Bí mật của khu vườn  | Đạo diễn - Họa sĩ chính | Giải của Ban giám khảo | [ 8 ]  |
| 2022 | Giải Cánh diều 2023                                               | Tái sinh             | Đạo diễn - Họa sĩ chính | Cánh diều Bạc          | [ 18 ] |